# Brunn (Värmdö)
Brunn – miejscowość (tätort) w Szwecji, w regionie administracyjnym (län) Sztokholm, w gminie Värmdö.
Według danych Szwedzkiego Urzędu Statystycznego liczba ludności wyniosła: 1180 (31 grudnia 2015), 1301 (31 grudnia 2018) i 1311 (31 grudnia 2019).